# Гаральд Северуд
Гаральд Северуд (норв. Harald Sæverud; 17 квітня 1897, Берген — 27 березня 1992, там само) — норвезький композитор, один із найвизначніших скандинавських симфоністів XX століття. Найбільш відомий як автор музики до п'єси Генріка Ібсена «Пер Ґінт» (1947, не плутати з творами іншого уродженця Бергена Едварда Гріга) і таких творів, як «Палке рондо» і знаменитої «Балади протесту» (норв. Kjempeviseslåtten), яка була написана під час Другої світової війни і є символічним музичним втіленням волі норвежців проти німецької окупації. Северуд написав дев'ять симфоній і безліч фортеп'янних концертів. Часто запрошувався як диригент для виконання своїх творів з Бергенським філармонічним оркестром.

## Біографія
Гаральд Северуд народився в місті Берген.
Музичну освіту майбутній композитор почав здобувати в 1915 році з навчання в Бергенській консерваторії. Вивчав гру на фортеп'яно і теорію музики у Борґхільд Хольмс. Після закінчення навчання в Бергені Северуд навчався в Берлінській вищій школі музики (1920—1921) у Фрідріха Ернста Коха.
Ще під час навчання в Бергені він почав працювати над тим, що мало в результаті стати його першою симфонією, — двома великими симфонічними фантазіями. Перша фантазія була закінчена в 1919 році і була виконана в Осло роком пізніше. У Берліні Северуд закінчив фінальну частину своєї першої симфонії, яка і була представлена Берлінським філармонічним оркестром під керуванням його друга диригента Людвіга Мовінкеля. Критика була прихильною до роботи Северуда, що багато в чому сприяло його майбутнім захопленням симфонічною і оркестровою музикою.
Музику Гаральда Северуда можна розділити на дві категорії: твори для фортеп'яно і твори для симфонічного оркестру. Серед його оркестрових робіт знаходяться дев'ять симфоній і різні концерти для гобоя, тромбона, фортеп'яно та скрипки.
Його музика до «Пер Ґінт» Ібсена представляється як антиромантичний контраст аналогічної роботи Едварда Гріга.
За його словами, Моцарт і Гайдн були найважливішими джерелами його натхнення.